# Tommaso Castello
Tommaso Castello (Genova, 14 agosto 1991) è un ex rugbista a 15 italiano, tre quarti centro delle Zebre in Pro14 e internazionale per l'Italia.

## Biografia
Cresciuto nelle giovanili del CUS Genova, dal 2011 milita nella squadra del Calvisano, con la quale conquista i suoi primi tre titoli di Campione d'Italia e i due Trofei Eccellenza.
Nel 2015 fa il suo esordio in Pro 14 in qualità di permit player delle Zebre nella partita con il Cardiff Rugby. Dalla stagione successiva milita nelle Zebre, franchigia della quale indossa i gradi di capitano.
È stato convocato nella selezione della nazionale italiana Under 20, disputando il torneo Sei Nazioni di categoria nel 2011, mentre l'anno successivo con la Nazionale Emergenti ha disputato la IRB Nations Cup. L'11 giugno 2016, il commissario tecnico Conor O'Shea lo fa esordire in Nazionale a Santa Fe, in occasione del match contro l'Argentina.
Il 9 marzo 2019, durante la sfida Italia-Inghilterra, subisce un grave infortunio, che dopo due anni lo costringe al ritiro dal rugby giocato.

## Palmarès
- Campionati italiani: 3
Calvisano: 2011-12, 2013-14, 2014-15
- Trofei Eccellenza : 2
Calvisano: 2011-12, 2014-15